# 6658 Akiraabe
6658 Akiraabe eller 1992 WT2 är en asteroid i huvudbältet som upptäcktes den 18 november 1992 av de båda japanska astronomerna Kazuro Watanabe och Kin Endate vid Kitami-observatoriet. Den är uppkallad efter japanen Akira Abe.